# Special Life!
『Special Life!』（スペシャル・ライフ!）は、KOTOKOメジャー12作目のシングル。
CDに加えPVを収録したDVDが付属する初回限定版と、CDのみの通常版が発売された。プロモーションビデオはサイパンで撮影が行われた。メイキングとプロモーションが混ざったようなプロモーションビデオに仕上がっている。副音声入り仕様のものの存在が、本人のブログにて明かされた。

## 収録曲
1. Special Life! [4:23]
作詞：KOTOKO／作曲・編曲：C.G mix
  - テレビアニメ『仮面のメイドガイ』オープニングテーマ
2. capriccio〜心はいつも曇りのち晴れ〜 [5:00]
作詞：KOTOKO／作曲・編曲：井内舞子
3. Special Life!（Instrumental）
4. capriccio〜心はいつも曇りのち晴れ〜（Instrumental）